# Zambia
Zambia, oficjalnie Republika Zambii (ang. Republic of Zambia) – państwo śródlądowe w południowej Afryce. Zajmuje powierzchnię 752 618 km², a zamieszkane jest przez 20 799 116 osób (szac. 2024).
Kraj położony jest w większej części na płaskowyżu wznoszącym się 900–1500 m n.p.m. Krajobraz urozmaicony jest przez pasma górskie, ryfty i doliny rzeczne, zwłaszcza we wschodniej części kraju. Ze względu na wzniesienie terenu, pomimo położenia w strefie międzyzwrotnikowej, klimat Zambii jest względnie łagodny. Znaczną część kraju porasta formacja leśna miombo, a na terenach zalewanych podczas pory deszczowej – formacje trawiaste, w tym dambo. Zambia niemal w całości znajduje się w dorzeczu rzeki Zambezi, od której pochodzi jej nazwa.
Zambia jest republiką z systemem prezydenckim. Stolicą i największym miastem kraju jest Lusaka. Rozległe obszary kraju są słabo zaludnione; ludność skoncentrowana jest w dużej mierze w jego środkowej części. Zambia cechuje się przeciętnym dla Afryki Subsaharyjskiej poziomem rozwoju gospodarczego z realnym PKB w wysokości 3400 USD/mieszk. (2022 r.). Większa część siły roboczej zatrudniona jest w małych gospodarstwach rolnych. Gospodarka kraju w dużej mierze opiera się na eksploatacji złóż mineralnych, w szczególności miedzi (Pas Miedzionośny). Walutą jest kwacha.
Kraj zamieszkany jest przez rdzenne i napływowe ludy afrykańskie, głównie z grupy Bantu, m.in. Bemba (21,0% w 2010 r.), Tonga (13,6%) i Chewa (7,4%); marginalny odsetek ludności pochodzenia europejskiego i azjatyckiego. Językiem urzędowym jest angielski. W codziennym użyciu ludność posługuje się ponad 70 językami, odzwierciedlającymi zróżnicowaną strukturą etniczną kraju (m.in. bemba – 33,4%, njandża – 14,7%, tonga – 11,4%). Dominującym wyznaniem jest chrześcijaństwo, w szczególności protestantyzm (75,3% w 2010 r.).
Teren Zambii w okresie przedkolonialnym znajdował się we władaniu królestw Luba, Lunda i Mutapa. Skolonizowany pod koniec XIX wieku przez Brytyjczyków, stanowił część większego regionu nazwanego Rodezją, który obejmował także sąsiednie Zimbabwe. W 1911 roku wyodrębniony został protektorat Rodezji Północnej, którego granice odpowiadały współczesnej Zambii. Państwo uzyskało niepodległość w 1964 roku, przyjmując obecną nazwę. Trwający przez blisko trzy dekady okres prezydentury Kennetha Kaundy charakteryzował się pogłębiającym się kryzysem gospodarczym, wywołanym przez fluktuacje cen miedzi, na eksporcie której opierała się gospodarka kraju, a także postępującym autorytaryzmem. Po 1991 roku, mimo odbudowy struktur demokratycznych, sytuacja polityczna i ekonomiczna pozostaje niestabilna, z czym wiąże się wysoki poziom korupcji, inflacji i zadłużenia zewnętrznego.

## Geografia

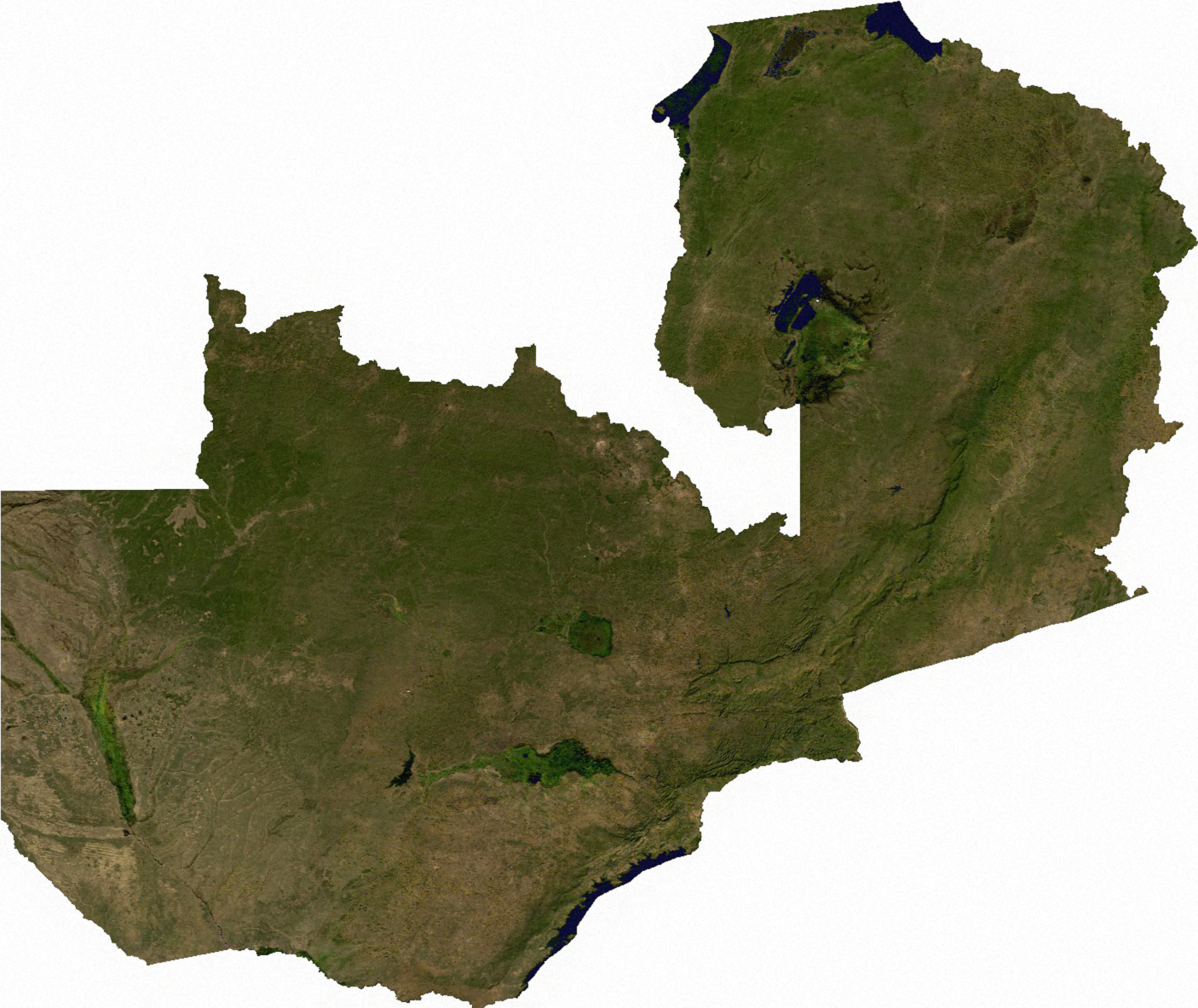
Zdjęcie satelitarne Zambii

Największe miasta: Lusaka, Kitwe-Nkana, Ndola, Mufulira, Chingola, Livingstone, Chipata, Kapiri-Mposhi, Solwezi.
- Klimat: podrównikowy suchy.
- Główna rzeka: Zambezi – dopływy: Kafue, Luangwa.
- Jeziora: Bangweulu oraz częściowo Tanganika i Mweru. Sztuczny zbiornik wodny Kariba na Zambezi.
- Flora: roślinność sawannowa, liczne parki narodowe i rezerwaty.

### Ukształtowanie powierzchni
Obszar Zambii obejmuje lekko pofałdowany płaskowyż (900–1500 m n.p.m.), który stanowi znaczną część lewobrzeżnego dorzecza Zambezi. Na wschodzie znajduje się rozległa dolina Luangwy, z jednej strony ograniczona przez pasmo górskie Muczinga. Najwyższym szczytem jest Mafinga w paśmie Mafinga Hills o wysokości 2329 m n.p.m.

### Granice
Zambia graniczy z ośmioma państwami – Demokratyczną Republiką Konga na północy (długość granicy – 2332 km), Tanzanią na północnym wschodzie (353 km), Malawi na wschodzie (847 km), Mozambikiem na południowym wschodzie (439 km), Zimbabwe na południu (763 km), Botswaną (0,15 km) i Namibią na południowym zachodzie (244 km) oraz Angolą na zachodzie (1065 km).
Granice kraju częściowo wyznaczają – rzeka Zambezi i jezioro Kariba na południu, rzeka Luapula i jeziora Mweru oraz Tanganika na północy.

## Historia
Pierwotnie tereny dzisiejszej Zambii zamieszkiwali Buszmeni, a od ok. VI wieku zaczął się napływ ludów Bantu. Od XIV do XV wieku pod wpływami państwa Monomotapa. W XIX wieku na terenie Zambii powstały dwa stabilne twory państwowe – państwo  Barotse (na zachodzie) i Bemba (na południowym zachodzie). W 1835 w Zambii osiedlił się zuluski lud Nguni. W II połowie XIX wieku tereny Zambii zaczęły być stopniowo penetrowane przez europejskich misjonarzy, handlarzy i odkrywców. Jednym z odkrywców był Brytyjczyk David Livingstone. On jako pierwszy z Europejczyków zobaczył Wodospady Wiktorii na rzece Zambezi, które nazwał na cześć królowej Wiktorii. W 1888 Cecil Rhodes uzyskał od miejscowych władców przywileje do eksploatacji złóż mineralnych. Od 1902 Zambia znalazła się pod zarządem Brytyjskiej Kompanii Afryki Południowej, którą kierował Rhodes. W tym czasie rozpoczęła się tam eksploatacja bogatych złóż rud miedzi, a także budowa linii kolejowych dla umożliwienia wywozu surowców. W 1911 roku tereny te zostały przekształcone w brytyjski protektorat o nazwie Rodezja Północna. Od 1924 do uzyskania niepodległości Rodezją Północną administrował rząd brytyjski. W okresie międzywojennym Rodezja Północna stała się największym producentem miedzi na świecie. W trakcie trwania II wojny światowej zaczęły rozwijać się zambijskie ruchy narodowowyzwoleńcze. W 1948 roku utworzona została pierwsza afrykańska organizacja, Kongres Rodezji Północnej która w 1951 przekształciła się w Afrykański Kongres Narodowy Rodezji Północnej. W dziesięcioleciu 1953-1963 Zambia wchodziła w skład Federacji Rodezji i Niasy w której największe wpływy posiadali biali z Rodezji Południowej – mniejszościowe rządy budziły silne niezadowolenie czarnych mieszkańców kraju. W 1959 roku doszło do rozłamu w Afrykańskim Kongresie Narodowym Rodezji Północnej w wyniku którego utworzono radykalniejszą Zjednoczoną Narodową Partię Niepodległości, a na czele ruchu stanął Kenneth Kaunda. Kaunda domagał się przyznania Rodezji Północnej samodzielności i możliwości wystąpienia z Federacji. W 1962 roku odbyły się wybory po których utworzono rząd koalicyjny Zjednoczonej Narodowej Partii Niepodległości która wygrała wybory z mniejszym Afrykańskim Kongresem Narodowym Rodezji Północnej. Premierem rządu koalicyjnego został Kenneth Kaunda.
Po rozpadzie Federacji Rodezji i Niasy 31 grudnia 1963 Północna Rodezja uzyskała szeroką autonomię, a 24 października 1964 proklamowano niepodległość. W tym samym roku Zambia została członkiem ONZ, Wspólnoty Narodów i OJA. Rok później Zambia przekształciła się w republikę. Prezydentem Zambii w 1965 roku został dotychczasowy premier Kenneth Kaunda. Do 1972 roku zlikwidował separatystyczne dążenia na terenie dawnego państwa Barotse oraz sektę religijną Lumpa. Rząd od 1969 roku wprowadzał reformy zgodne z koncepcją „filozofii humanizmu” w ramach której Zambia przejęła kontrolę nad towarzystwami gospodarczymi należącymi do Wielkiej Brytanii i Stanów Zjednoczonych. W polityce zagranicznej Zambia zbliżyła się do Tanzanii i Chin, które wsparły zambijskie programy gospodarcze. Rząd zambijski aktywnie wspierał ruchy narodowowyzwoleńcze, co doprowadziło do konfliktu z Rodezją i apartheidowskim RPA, gdzie rządziły reżimy białej mniejszości, a także z Portugalią, która posiadała swoje kolonie w sąsiednich krajach – Mozambiku oraz Angoli. W 1971 roku Simon Kapwepwe, były wiceprezydent i jeden z liderów Zjednoczonej Narodowej Partii Niepodległości, dołączył do opozycji, zakładając własną Zjednoczoną Partię Postępową. Kapwepwe utworzył koalicję z Afrykańskim Kongresem Narodowym (dawniej Afrykański Kongres Narodowy Rodezji Północnej) i wspólnie występował przeciwko Kaundzie. W 1972 roku rząd dokonał zmian konstytucyjnych, na mocy których Zambia stała się państwem jednopartyjnym. W 1975 roku Zambia wraz z Tanzanią, Mozambikiem i Angolą dołączyła do koalicji państw frontowych Afryki Południowej. Uczestniczyła w mediacjach między namibijskimi niepodległościowcami ze SWPAO a rządem RPA oraz między rządami innych państw afrykańskich a RPA w sprawie sytuacji w Afryce Południowej. W 1976 roku prezydent ogłosił socjalistyczną koncepcję „komunokracji”, będącej rozwinięciem „filozofii humanizmu”. W okresie rządów Kaundy z pomocą Chin zbudowana została linia kolejowa do tanzańskiego portu Dar es Salaam.
Od okresu początkowych lat 80. narastał kryzys, którego przyczyną był spadek cen miedzi w latach 70. Spowodował on zwiększenie znaczenia opozycji. W 1990 roku doszło do nieudanego wojskowego zamachu stanu oraz powstał Ruch na rzecz Demokracji Wielopartyjnej. Kaunda przeprowadził demokratyzację kraju, a w grudniu tego samego roku zrezygnował z systemu jednopartyjnego. Rok później przyjął nową konstytucję i zorganizował wolne wybory. W wyborach z 1991 roku wygrała opozycja, a prezydentem został przywódca związkowy Frederick Chiluba z Ruchu na rzecz Demokracji Wielopartyjnej, Kaunda został z kolei liderem opozycji parlamentarnej. W 1996 roku rząd wprowadził nową konstytucję. W tym samym roku Kaunda i większość działaczy opozycyjnych zostali odsunięci od możliwości startowania w wyborach i ponownie zwycięstwo w wyborach parlamentarnych i prezydenckich odniósł Ruch na rzecz Demokracji Wielopartyjnej i Chiluba. UNIP (partia Kaundy) zbojkotowała wybory, nie zgadzając się na wyeliminowanie jej przywódcy z wyborów. Partia stawiała zarzuty nieprawidłowości przy głosowaniu. Prezydent kontynuował swój program neoliberalnych reform i prywatyzacji (w tym kopalń), realizowany w porozumieniu z Międzynarodowym Funduszem Walutowym. Kampania liberalizacji gospodarczej nie przyczyniła się do sukcesów gospodarczych, a sam prezydent Chiluba oskarżany był o korupcję i nadużycia finansowe. W roku 2000 Kaunda zrezygnował z uczestnictwa w polityce, a rok później Chiluba nie wziął udziału w wyborach, co było reakcją na naciski zagraniczne i ze strony opozycji. Nowym prezydentem został Levy Mwanawasa, będący członkiem partii Chiluby. Rozpoczął on kampanię antykorupcyjną, której jednym z celów było postawienie zarzutów byłemu prezydentowi Frederickowi Chilubie, oskarżanemu o nadużycia. W 2006 Mwanawasa uzyskał reelekcję. W 2008 zmarł, a urząd szef państwa na pozostałą część kadencji objął wiceprezydent Rupiah Banda. W wyborach prezydenckich w 2011 przegrał z Michaelem Satą, liderem Frontu Patriotycznego, a więc grupy rozłamowców z Ruchu na rzecz Demokracji Wielopartyjnej.
29 października 2014 roku urzędujący prezydent Michael Sata zmarł w wieku 77 lat. Na mocy zambijskiego prawa jego obowiązki do czasu rozpisania nowych wyborów na początku 2015 roku przejął wiceprezydent Guy Scott, długoletni zaufany współpracownik prezydenta. Wydarzenie to wywołało zainteresowanie nie tylko w Afryce, ale i na świecie, gdyż Scott reprezentuje nieliczną w Zambii (na tle sąsiedniej Namibii wręcz znikomą) białą mniejszość i jest on pierwszym od 1994 roku (kiedy urzędowanie zakończył Frederik de Klerk) afrykańskim białym politykiem, który objął najwyższe stanowisko państwowe na Czarnym Lądzie. Wybory wygrał kandydat Frontu Patriotycznego Edgar Lungu.
W wyborach prezydenckich w 2021 roku zwyciężył wieloletni rywal Edgara Lungu, Hakainde Hichilema ze Zjednoczonej Partii dla Rozwoju Narodowego.

## Siły zbrojne
Zambia ze względu na braku dostępu do morza dysponuje dwoma rodzajami sił zbrojnych: wojskami lądowymi oraz siłami powietrznymi. Uzbrojenie sił lądowych Zambii składało się w 2022 roku m.in. z 75 czołgów, 226 opancerzonych pojazdów bojowych, 42 zestawów artylerii holowanej oraz 50 wieloprowadnicowych wyrzutni rakietowych. Zambijskie siły powietrzne z kolei posiadały w 2022 roku uzbrojenie w postaci m.in. 8 myśliwców, 11 samolotów transportowych, 51 samolotów szkolno-bojowych oraz 27 śmigłowców.
Wojska zambijskie w 2022 roku liczyły 16,5 tys. żołnierzy zawodowych oraz 1,0 tys. rezerwistów. Według rankingu Global Firepower (2022) zambijskie siły zbrojne stanowią 89. siłę militarną na świecie, z rocznym budżetem na cele obronne w wysokości 251 mln dolarów (USD).

## Ustrój polityczny
- Ustrój: republika prezydencka
- Prezydent: Hakainde Hichilema
- Parlament: Zgromadzenie Narodowe (150 deputowanych)

- Główne partie polityczne:
  - Front Patriotyczny (Patriotic Front – PF)
  - Ruch na rzecz Wielopartyjnej Demokracji (Movement for Multiparty Democracy – MMD)
  - Zjednoczona Narodowa Partia Niepodległości (United National Independence Party – UNIP)

- Przynależność do organizacji międzynarodowych:
  - ONZ
  - Organizacja Jedności Afrykańskiej
  - Wspólnota Narodów
  - Wspólnota Rozwoju Afryki Południowej (SADC)
  - Wspólny Rynek dla Wschodniej i Południowej Afryki (COMESA)

## Podział administracyjny
Terytorium Zambii jest podzielone na 10 prowincji (w nawiasach stolice prowincji):
- Centralna (Kabwe)
- Pasa Miedzionośnego (Ndola)
- Wschodnia (Chipata)
- Luapula (Mansa)
- Lusaka (Lusaka)
- Północna (Kasama)
- Północno-Zachodnia (Solwezi)
- Południowa (Livingstone)
- Zachodnia (Mongu)
- Muczinga (Chinsali)

## Gospodarka
Zambia jest ważnym eksporterem rud miedzi. Wpływy z wywozu tego surowca wynoszą 80% wartości dochodów z handlu zagranicznego. W sektorze rolnictwa pracuje 86% ludności czynnej zawodowo, wytwarzając 15% produktu krajowego brutto.

## Demografia
Przyrost ludności: 1,52% (2003, dane szacunkowe). Według rzecznika zambijskiego Ministerstwa Zdrowia Kamoto Mbewe, w 2012 oczekiwana długość życia wzrosła z 37 do 43 lat, głównie dzięki postępom w leczeniu gruźlicy.

### Języki

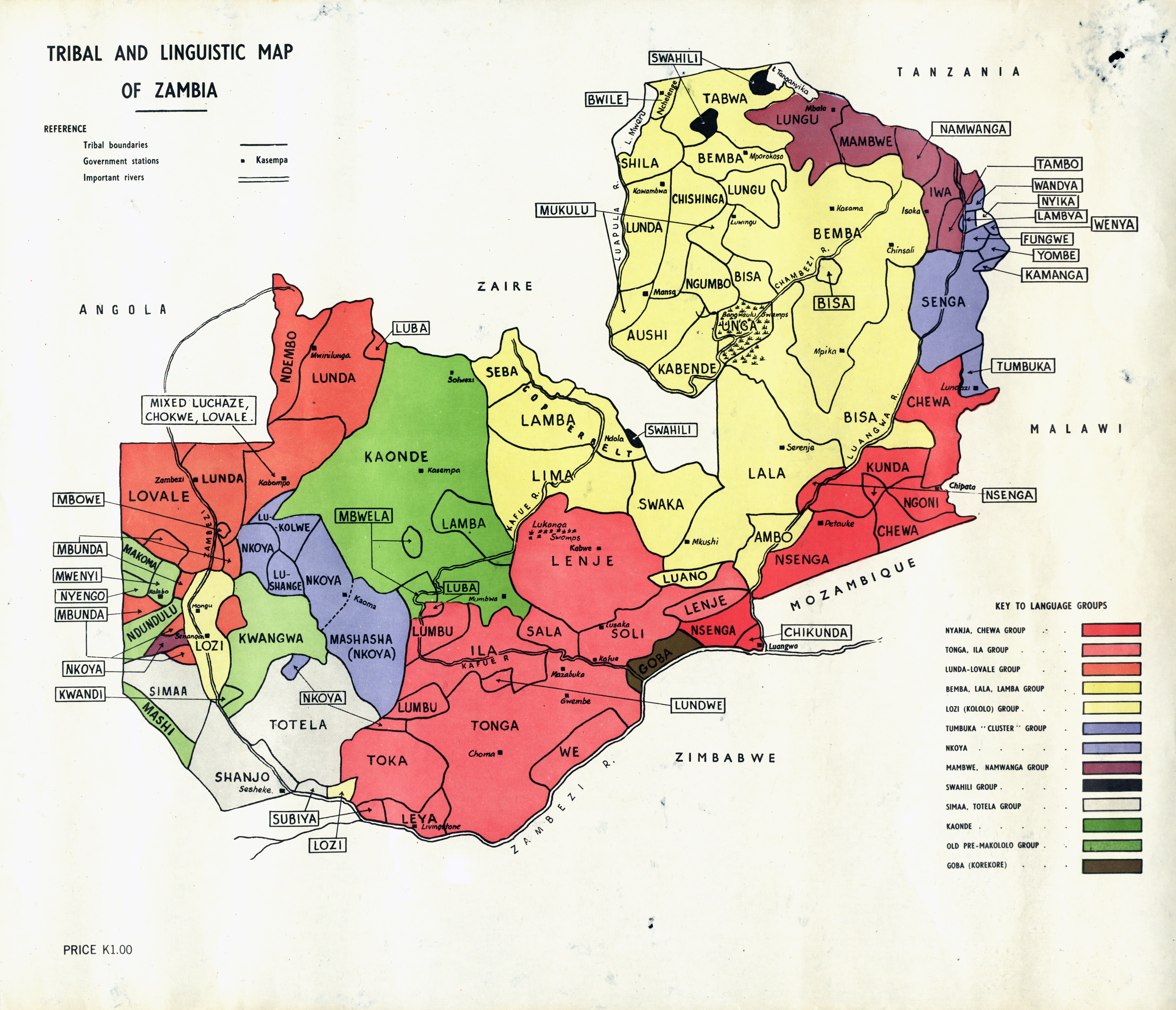
Plemienno-językowa mapa Zambii

W użyciu pozostaje przede wszystkim język angielski jako język urzędowy kraju. Poza tym szeroko używane są języki bantu (bemba, nyanja, tonga, lozi), a także inne języki afrykańskie.

### Skład etniczny

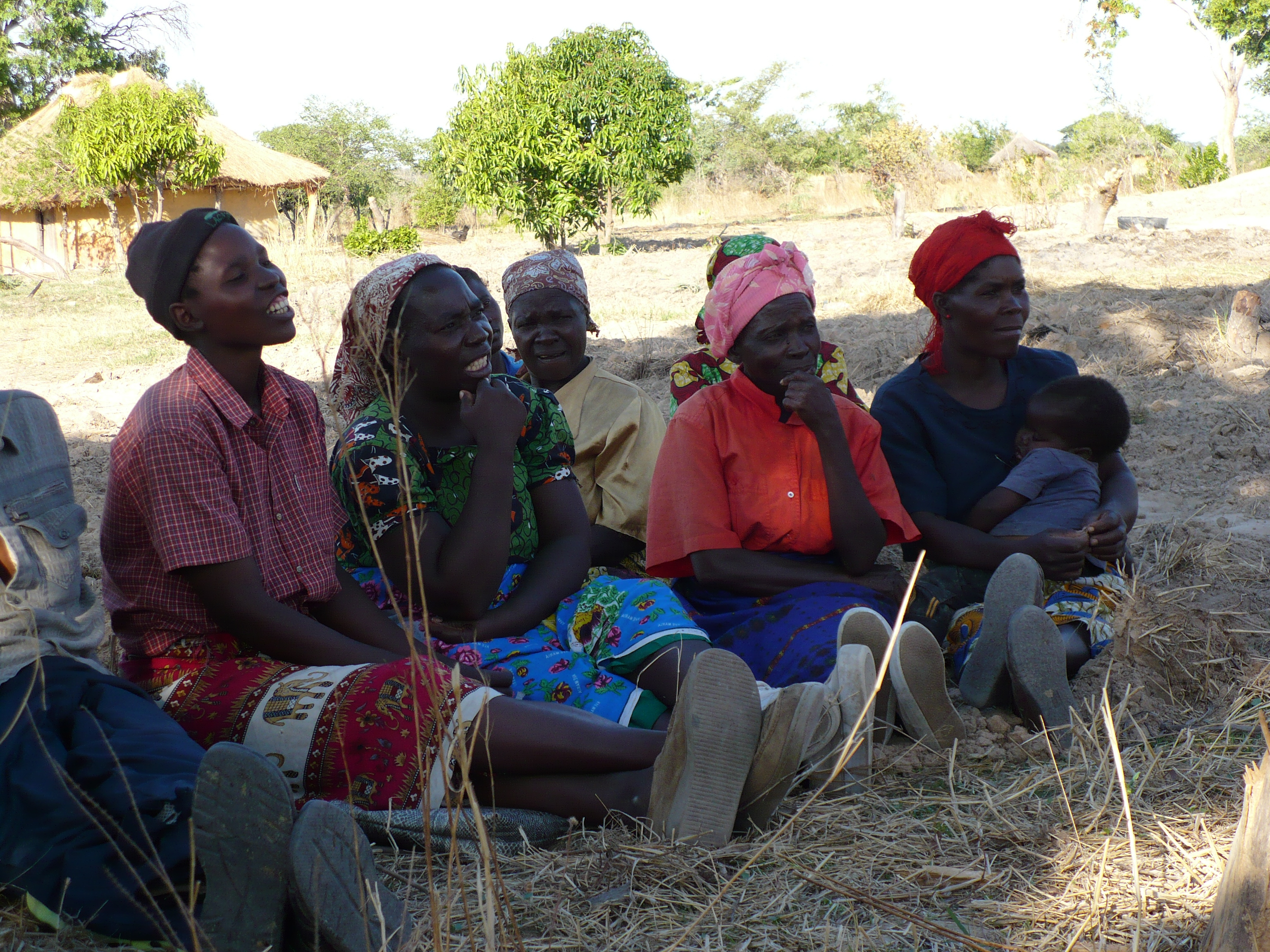
Wioska w Zambii, Kobiety z dzieckiem

| Grupa etniczna  | Język        | Liczebność w tys. | Procent ludności |
| --------------- | ------------ | ----------------- | ---------------- |
| Bemba           | bemba        | 4 730             | 26,86%           |
| Tonga           | tonga        | 2 349             | 13,34%           |
| Chewa           | czewa        | 1 796             | 10,2%            |
| Lozi            | lozi         | 1 112             | 6,3%             |
| Nyiha           | nyiha        | 730               | 4,15%            |
| Nsenga          | nsenga       | 723               | 4,1%             |
| Lala-Bisa       | lala-bisa    | 699               | 3,97%            |
| Lunda (2 grupy) | lunda, bemba | 613               | 3,48%            |
| Tumbuka         | tumbuka      | 508               | 2,88%            |
| Chokwe          | chokwe       | 110               | 0,62%            |
| Afrykanerzy     | afrikaans    | 98                | 0,56%            |
| Chińczycy       | chiński      | 49                | 0,28%            |
| Gudźaratowie    | gudźarati    | 42                | 0,24%            |
| Brytyjczycy     | angielski    | 12                | 0,07%            |
| Włosi           | włoski       | 12                | 0,07%            |

### Największe miasta
|    | Miasto        | Prowincja           | Liczba mieszkańców (2012 rok) |  |
| -- | ------------- | ------------------- | ----------------------------- |  |
| 1  | Lusaka        | Lusaka              | 1 525 578                     |  |
| 2  | Kitwe         | Pasa Miedzionośnego | 561 524                       |  |
| 3  | Ndola         | Pasa Miedzionośnego | 517 975                       |  |
| 4  | Kabwe         | Centralna           | 220 784                       |  |
| 5  | Chingola      | Pasa Miedzionośnego | 182 946                       |  |
| 6  | Mufulira      | Pasa Miedzionośnego | 143 516                       |  |
| 7  | Livingstone   | Południowa          | 141 195                       |  |
| 8  | Luanshya      | Pasa Miedzionośnego | 134 180                       |  |
| 9  | Kasama        | Północna            | 120 041                       |  |
| 10 | Chipata       | Wschodnia           | 117 839                       |  |
| 11 | Kalulushi     | Pasa Miedzionośnego | 113 503                       |  |
| 12 | Mazabuka      | Południowa          | 109 191                       |  |
| 13 | Mongu         | Zachodnia           | 78 258                        |  |
| 14 | Chililabombwe | Pasa Miedzionośnego | 75 171                        |  |
| 15 | Kapiri Mposhi | Centralna           | 65 182                        |  |

## Religia
Według szacunków Zambijskiego Urzędu Statystycznego (ZamStats) 95,5% ludności kraju to chrześcijanie. Spośród nich 75,3% identyfikuje się jako protestanci, a 20,2% jako katolicy. Do grup protestanckich z największą liczbą wyznawców należą Kościół Anglikański, kościoły ewangelikalne i grupy zielonoświątkowe. 2,7% populacji to muzułmanie (głównie migranci), z mniejszą liczbą hindusów, bahaistów, buddystów, żydów i sikhów. Raport Operation World z 2010 roku, wymienił wśród największych związków wyznaniowych także Kościół Nowoapostolski, Zjednoczony Kościół Zambii i Kościół Adwentystów Dnia Siódmego, jednak dając anglikanom zaledwie 1%. Społeczności bahaistów i świadków Jehowy mimo że są niewielkie należą do największych na świecie.
Struktura religijna w 2020 roku, według The ARDA:
- chrześcijaństwo – 85,5%:
  - protestanci – 34,3%
  - katolicy – 32,6%
  - niezależne kościoły – 16,3%
- animizm – 11,2%
- bahaizm – 1,84%
- islam – 1,07%
- brak religii – 0,18%
- inne religie – 0,24%.